# Zeke Steggall
Zeke Steggall (* 9. Juli 1971 in Manly) ist ein ehemaliger australischer Snowboarder.

## Werdegang
Steggall fuhr im Februar 1997 in Olang erstmals im Snowboard-Weltcup und belegte dabei den 18. Platz im Riesenslalom. Bei seiner ersten Olympiateilnahme im Februar 1998 in Nagano errang er den 28. Platz im Riesenslalom. In der Saison 1998/99 kam er dreimal unter den ersten Zehn. Dabei holte er im Snowboardcross am Kreischberg seinen ersten Weltcupsieg und erreichte damit den 13. Platz im Gesamtweltcup sowie den vierten Rang im Snowboardcross-Weltcup. Beim Saisonhöhepunkt, den Snowboard-Weltmeisterschaften 1999 in Berchtesgaden, gewann er die Bronzemedaille im Snowboardcross. Zudem belegte er dort den 34. Platz im Parallel-Riesenslalom, den 21. Rang im Parallelslalom und den 19. Platz im Riesenslalom. In der folgenden Saison erreichte mit acht Top-Zehn-Platzierungen den 11. Platz im Gesamtweltcup und den dritten Rang im Snowboardcross-Weltcup. Dabei errang er je einmal den zweiten sowie dritten Platz und siegte jeweils im Snowboardcross in Gstaad sowie in Madonna di Campiglio. In der Saison 2000/01 kam er mit drei Top-Zehn-Ergebnisse, darunter Platz drei im Snowboardcross am Kronplatz, auf den fünften Platz im Snowboardcross-Weltcup. Beim Saisonhöhepunkt, den Snowboard-Weltmeisterschaften 2001 in Madonna di Campiglio, nahm er an vier Wettbewerben teil. Seine beste Platzierung dabei war der neunte Platz im Snowboardcross. Zu Beginn seiner letzten aktiven Saison 2001/02 holte er im Snowboardcross in Tignes seinen vierten und damit letzten Weltcupsieg. Im weiteren Saisonverlauf erreichte er mit Platzierungen unter den ersten Zehn, darunter Platz zwei im Snowboardcross in Whistler erneut den fünften Platz im Snowboardcross-Weltcup. Bei den Olympischen Winterspielen 2002 in Salt Lake City errang er den 26. Platz im Parallel-Riesenslalom. Seine Schwester Zali Steggall war als Skirennläuferin aktiv.

## Teilnahmen an Weltmeisterschaften und Olympischen Winterspielen

### Olympische Winterspiele
- 1998 Nagano: 28. Platz Riesenslalom
- 2002 Salt Lake City: 26. Platz Parallel-Riesenslalom

### Snowboard-Weltmeisterschaften
- 1999 Berchtesgaden: 3. Platz Snowboardcross, 19. Platz Riesenslalom, 21. Platz Parallelslalom, 34. Platz Parallel-Riesenslalom
- 2001 Madonna di Campiglio: 9. Platz Snowboardcross, 27. Platz Riesenslalom, 28. Platz Parallel-Riesenslalom, 42. Platz Parallelslalom

## Weltcupsiege und Weltcup-Gesamtplatzierungen

### Weltcupsiege
| Nr. | Datum             | Ort                  | Disziplin      |
| --- | ----------------- | -------------------- | -------------- |
| 1.  | 5. März 1999      | Kreischberg          | Snowboardcross |
| 2.  | 20. Januar 2000   | Gstaad               | Snowboardcross |
| 3.  | 9. Februar 2000   | Madonna di Campiglio | Snowboardcross |
| 4.  | 17. November 2001 | Tignes               | Snowboardcross |

### Weltcup-Gesamtplatzierungen
| Saison    | Gesamt | Gesamt | Snowboardcross | Snowboardcross | Parallel | Parallel | Parallel-Riesenslalom | Parallel-Riesenslalom | Parallelslalom | Parallelslalom |
| Saison    | Punkte | Platz  | Punkte         | Platz          | Punkte   | Platz    | Punkte                | Platz                 | Punkte         | Platz          |
| --------- | ------ | ------ | -------------- | -------------- | -------- | -------- | --------------------- | --------------------- | -------------- | -------------- |
| 1996/97   | 23     | 127.   | -              | -              | -        | -        | -                     | -                     | -              | -              |
| 1997/98   | 61     | 127.   | -              | -              | -        | -        | -                     | -                     | -              | -              |
| 1998/99   | 630    | 13.    | 1640           | 4.             | -        | -        | -                     | -                     | -              | -              |
| 1999/2000 | 640    | 11.    | 5060           | 3.             | 780      | 28.      | 780                   | 28.                   | -              | -              |
| 2000/01   | 346    | 28.    | 2390           | 5.             | -        | -        | -                     | -                     | 543            | 45.            |
| 2001/02   | -      | -      | 3420           | 5.             | -        | -        | 99                    | 58.                   | 168            | 4.             |